# Pavel Horváth
Pavel Horváth (Praga, 22 aprile 1975) è un ex calciatore ceco, di ruolo centrocampista.
Durante la carriera ha giocato soprattutto in patria, vestendo le maglie di Sparta Praga, Jablonec, Slavia Praga, Teplice e Viktoria Pilsen, società con la quale ha fatto la storia recente del calcio ceco. Tra il 2000 e il 2002 ha giocato con Sporting Lisbona e Galatasaray, tentando anche l'avventura nipponica col Vissel Kobe nel biennio 2004-2006 prima di tornare in patria. Vanta 10 titoli nel palmarès, divisi fra tre campionati nazionali e 7 Coppe della Repubblica Ceca conquistate con 4 squadre diverse, ovvero Slavia Praga, Teplice, Sparta Praga e Viktoria Pilsen: la prima Coppa la vince nel 1997, l'ultima nel 2010. A livello individuale, la federazione calcistica della Repubblica Ceca gli ha assegnato per 4 anni di fila tra il 2011 e il 2014 il premio come personalità dell'anno del calcio ceco.
Ha totalizzato 88 presenze e 14 gol nelle competizioni UEFA per club, 16 delle quali nelle fasi finali della UEFA Champions League.
Inoltre, è il settimo calciatore per numero di reti realizzate nella prima divisione ceca (78).

## Caratteristiche tecniche
Pavel Horvath poteva giocare sia da centrocampista centrale che da mediano.

## Carriera
Ha giocato per la Nazionale di calcio della Repubblica Ceca in 19 partite. Ha partecipato ad Euro 2000
Nel settembre 2007 fu multato per 200,000 corone ceche dopo aver apparentemente eseguito il saluto nazista durante un match contro il Viktoria Žižkov. Horváth si scusò per l'incidente dichiarando che il suo gesto fu malinterpretato, e che voleva solamente calmare il pubblico con il suo gesto.
Al termine della stagione 2014-15, a 40 anni compiuti, annuncia la sua decisione di lasciare il calcio.

## Statistiche

### Cronologia presenze e reti in nazionale
| Cronologia completa delle presenze e delle reti in nazionale ― Rep. Ceca | Cronologia completa delle presenze e delle reti in nazionale ― Rep. Ceca | Cronologia completa delle presenze e delle reti in nazionale ― Rep. Ceca | Cronologia completa delle presenze e delle reti in nazionale ― Rep. Ceca | Cronologia completa delle presenze e delle reti in nazionale ― Rep. Ceca | Cronologia completa delle presenze e delle reti in nazionale ― Rep. Ceca | Cronologia completa delle presenze e delle reti in nazionale ― Rep. Ceca | Cronologia completa delle presenze e delle reti in nazionale ― Rep. Ceca |
| Data                                                                     | Città                                                                    | In casa                                                                  | Risultato                                                                | Ospiti                                                                   | Competizione                                                             | Reti                                                                     | Note                                                                     |
| ------------------------------------------------------------------------ | ------------------------------------------------------------------------ | ------------------------------------------------------------------------ | ------------------------------------------------------------------------ | ------------------------------------------------------------------------ | ------------------------------------------------------------------------ | ------------------------------------------------------------------------ | ------------------------------------------------------------------------ |
| 9-2-1999                                                                 | Bruxelles                                                                | Belgio                                                                   | 0 – 1                                                                    | Rep. Ceca                                                                | Amichevole                                                               | -                                                                        |                                                                          |
| 28-4-1999                                                                | Varsavia                                                                 | Polonia                                                                  | 2 – 1                                                                    | Rep. Ceca                                                                | Amichevole                                                               | -                                                                        | 54’                                                                      |
| 18-8-1999                                                                | Drnovice                                                                 | Rep. Ceca                                                                | 3 – 0                                                                    | Svizzera                                                                 | Amichevole                                                               | -                                                                        | 62’                                                                      |
| 4-9-1999                                                                 | Vilnius                                                                  | Lituania                                                                 | 0 – 4                                                                    | Rep. Ceca                                                                | Qual. Euro 2000                                                          | -                                                                        | 71’                                                                      |
| 9-10-1999                                                                | Praga                                                                    | Rep. Ceca                                                                | 2 – 0                                                                    | Fær Øer                                                                  | Qual. Euro 2000                                                          | -                                                                        | 66’                                                                      |
| 13-11-1999                                                               | Eindhoven                                                                | Paesi Bassi                                                              | 1 – 1                                                                    | Rep. Ceca                                                                | Amichevole                                                               | -                                                                        | 23’ 90’                                                                  |
| 8-2-2000                                                                 | Hong Kong                                                                | Rep. Ceca                                                                | 2 – 1                                                                    | Messico                                                                  | Carlsberg Cup                                                            | -                                                                        | 70’                                                                      |
| 23-2-2000                                                                | Dublino                                                                  | Irlanda                                                                  | 3 – 2                                                                    | Rep. Ceca                                                                | Amichevole                                                               | -                                                                        | 72’                                                                      |
| 26-4-2000                                                                | Praga                                                                    | Rep. Ceca                                                                | 4 – 1                                                                    | Israele                                                                  | Amichevole                                                               | -                                                                        | 72’                                                                      |
| 3-6-2000                                                                 | Norimberga                                                               | Germania                                                                 | 3 – 2                                                                    | Rep. Ceca                                                                | Amichevole                                                               | -                                                                        | 54’                                                                      |
| 16-8-2000                                                                | Ostrava                                                                  | Rep. Ceca                                                                | 0 – 1                                                                    | Slovenia                                                                 | Amichevole                                                               | -                                                                        |                                                                          |
| 2-9-2000                                                                 | Sofia                                                                    | Bulgaria                                                                 | 0 – 1                                                                    | Rep. Ceca                                                                | Qual. Mondiali 2002                                                      | -                                                                        | 78’                                                                      |
| 7-10-2000                                                                | Teplice                                                                  | Rep. Ceca                                                                | 4 – 0                                                                    | Islanda                                                                  | Qual. Mondiali 2002                                                      | -                                                                        | 80’                                                                      |
| 11-10-2000                                                               | Ta' Qali                                                                 | Malta                                                                    | 0 – 0                                                                    | Rep. Ceca                                                                | Qual. Mondiali 2002                                                      | -                                                                        | 61’                                                                      |
| 1-9-2001                                                                 | Reykjavík                                                                | Islanda                                                                  | 3 – 1                                                                    | Rep. Ceca                                                                | Qual. Mondiali 2002                                                      | -                                                                        | 67’ 68’                                                                  |
| 5-9-2001                                                                 | Teplice                                                                  | Rep. Ceca                                                                | 3 – 2                                                                    | Malta                                                                    | Qual. Mondiali 2002                                                      | -                                                                        | 65’                                                                      |
| 12-2-2002                                                                | Nicosia                                                                  | Rep. Ceca                                                                | 2 – 0                                                                    | Ungheria                                                                 | Amichevole                                                               | -                                                                        | 85’                                                                      |
| 13-2-2002                                                                | Nicosia                                                                  | Cipro                                                                    | 3 – 4                                                                    | Rep. Ceca                                                                | Amichevole                                                               | -                                                                        | 46’                                                                      |
| 17-4-2002                                                                | Giannina                                                                 | Grecia                                                                   | 0 – 0                                                                    | Rep. Ceca                                                                | Amichevole                                                               | -                                                                        | 82’                                                                      |
| Totale                                                                   |                                                                          | Presenze                                                                 | 19                                                                       |                                                                          | Reti                                                                     | 0                                                                        |                                                                          |

## Palmarès

### Club
- Coppa della Repubblica Ceca: 7

Slavia Praga: 1996-1997, 1998-1999
Teplice: 2002-2003
Sparta Praga: 2005-2006, 2006-2007, 2007-2008
Viktoria Plzeň: 2009-2010
- Campionato ceco: 3

Sparta Praga: 2006-2007
Viktoria Plzeň: 2010-2011, 2014-2015

### Individuale
- Personalità ceca dell'anno: 4

2010, 2011, 2012, 2013